# Emotional
Emotional är ett album av Fibes, Oh Fibes!. Albumet släpptes 2006 och innehåller bland annat en av deras stora hitar "Get Up".

## Låtlista
1. "Goodbye Beloved Ones" - 2:57
2. "Get Up" - 3:47
3. "Secret Diamond Deal (Don't Give It Up)" - 3:44
4. "Can't Be So" - 3:43
5. "Last Party" - 4:01
6. "Silhouette" - 5:23
7. "Emotional" - 1:41
8. "Miss Mystikal" - 3:07
9. "Nothing's Gonna Beat Us This Time" - 5:15
10. "Mama's Soldier" - 4:58
11. "LA Girls" - 5:47
12. "The Sheets, the Moans, Your Sweet Braids" - 4:26
13. "Little Oldie" - 5:25